# Сњегурочка
Сњегурочка, или Сњегурка (рус. Снегурочка, или Снегурка), позната и као Сњегуљица (екав. Снегуљица), измишљени је лик из руских бајки.
Према једној причи, она је ћерка Прољећа и Мраза која тражи пријатељство са смртницима. Допао јој се пастир Лел, али њено срце је неспособно да спозна праву љубав.
Мајка се сажалила на њу и дала јој је ову способност, али чим се заљубила, њено срце се угријало и она се отопила. Ова верзија приче је прерађена у представу Александра Островског са музиком коју је компоновао Петар Чајковски.
Данас се Сњегурочка често представља као унука и помоћник руске варијанте Деда Мраза.